# Casal de Catalunya de Buenos Aires
Casal de Catalunya de Buenos Aires és una entitat catalanista fundada a Buenos Aires el 1940 de la fusió del Centre Català (fundat el 1886) i del Casal Català (fundat el 1908), fundat per Josep Lleonart i Nart i Ramon Mas i Ferratges. La seu de la nova entitat fou la mateixa de l'antic Centre Català de Buenos Aires. Publicà la revista Catalunya, òrgan del casal del 1930 fins al 1965.
Està instal·lat en un edifici modernista (1928), en la línia neogoticista de Josep Puig i Cadafalch. El 1936 va ser extensament reformat pels arquitectes Eugeni Campllonch i Julián García Núñez, aquest argentí format a Barcelona deixeble de Lluís Domènech i Montaner, en un estil modernista. A l'interior es barregen els dos estils arquitectònics, com es mostra en els detalls de les escales, els capitells i les columnes. El teatre, dedicat a l'actriu Margarida Xirgu, té 487 localitats; per a actes de menor format, al primer pis hi ha l'auditori Àngel Guimerà, amb cent vint seients.